# کلماتیس غربی
کلماتیس غربی (نام علمی: Clematis occidentalis) نام یک گونه از سرده کلماتیس است.